# 松島法明
松島 法明（まつしま のりあき、1973年7月15日 - ）は、日本の経済学者（応用ミクロ経済学）。大阪大学栄誉教授。大阪大学社会経済研究所所長を経て、公正取引委員会競争政策研究センター所長。日本学術振興会賞、日本学士院学術奨励賞等受賞。

## 来歴
長野県木曽郡木曽福島町生まれ。本籍地東京都板橋区。1992年城北高等学校卒業。1996年東京工業大学工学部社会工学科卒業。1998年東京工業大学大学院社会理工学研究科社会工学専攻修士課程修了。2001年東京工業大学大学院社会理工学研究科社会工学専攻博士課程修了、博士（工学）。専門は応用ミクロ経済学（産業組織論、経営の経済分析、公共経済学）。
2001年信州大学経済学部講師。2004年信州大学経済学部助教授。2005年神戸大学大学院経営学研究科助教授。2007年神戸大学大学院経営学研究科准教授。2009年大阪大学社会経済研究所准教授。2011年大阪大学社会経済研究所教授。2017年大阪大学社会経済研究所所長。2020年公正取引委員会競争政策研究センター所長。

## 受賞
- 日本学術振興会賞 2013年[2][3]
- 日本学士院学術奨励賞 2013年[2][3][4]
- 大阪大学栄誉教授 2017年[3]
- 日本応用経済学会賞 2018年[2][3]